# Warfhuizen

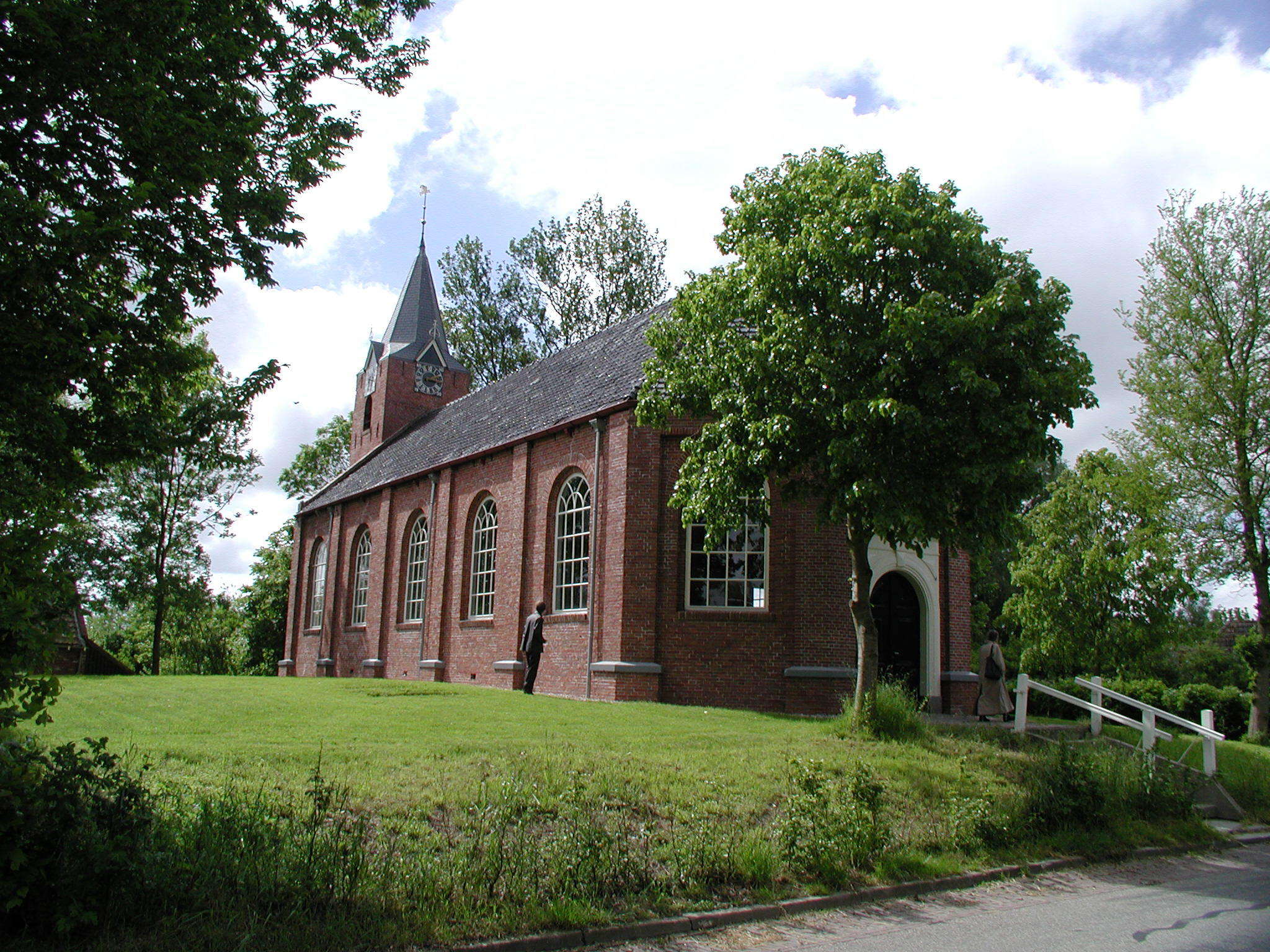
Die Kirche der Einsiedelei

Warfhuizen (Gronings Waarfhoezen) ist ein Dorf in der Gemeinde Het Hogeland im Norden der Niederlande, in der Provinz Groningen.
Warfhuizen liegt auf zwei Warften. Auf der größeren liegen die Kirche und der Dorfkern. Die kleinere Warft wird „Burum“ genannt. Früher war Warfhuizen ein größeres Dorf mit Geschäften und Gaststätten, aber nach der Landflucht seit Beginn des 20. Jahrhunderts zählt das Dorf nur noch 205 Einwohner (Stand: 1. Januar 2024).

## Geschichte
Warfhuizen besaß früher zwei Burgen, von denen die circa 1280 gebaute Gaykingaburg die ältere war und im Achtzigjährigen Krieg beschädigt wurde. Die Gaykingaburg geriet ab 1717 in Verfall. Auf ihren Überresten wurde 1789 ein Bauernhof erbaut.
Die Rolle der Gaykingaburg als Schloss von Warfhuizen wurde von der Lulemaburg übernommen. Sie wurde erstmals im Jahr 1654 erwähnt und war im Laufe der Zeit im Besitz verschiedener Eigentümer.
Auch nach dem Wiederanschluss Groningens an die Niederlande blieben die Einwohner Warfhuizens gläubige Katholiken. Der Junker Titus van Ewsum wurde sogar angeklagt, eine Seite aus dem Heidelberger Katechismus seines Knechtes gerissen zu haben. Auf dieser Seite wurde die katholische heilige Messe als verfluchter Götzenglauben bezeichnet. Titus entkam lediglich durch Zahlung eines hohen Bußgeldes dem Tod.
In De Hoorn, das die längste Zeit dem Kirchspiel Warfhuizen zugeordnet war, gab es vom Ende des 17. Jahrhunderts an eine so genannte Schuilkerk (versteckte Kirche).

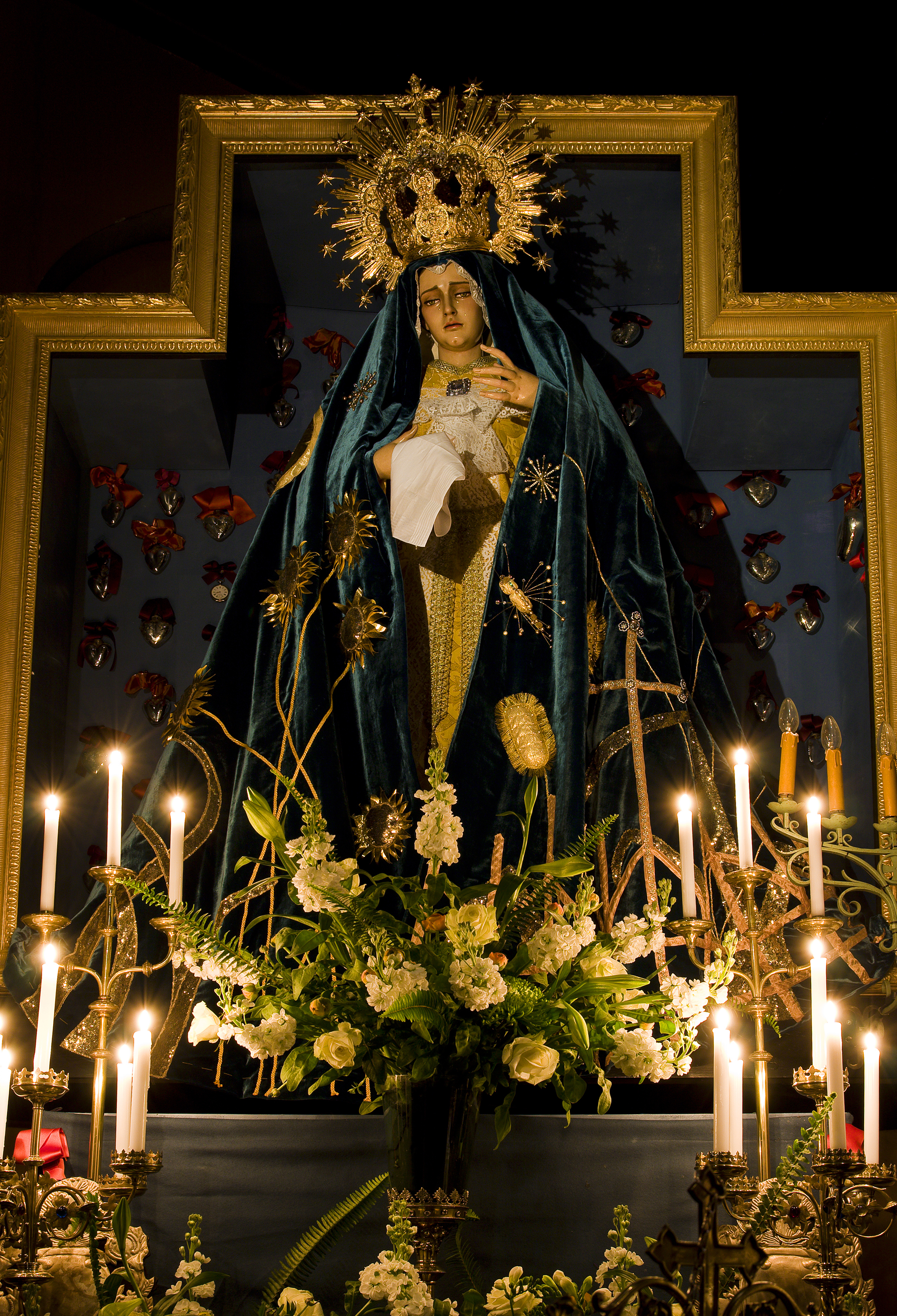
Die Mutter Gottes von Warfhuizen

## Marienverehrung
Die Kirche der Einsiedelei Unserer-Lieben-Frau vom Verschlossenen Garten (Onze Lieve Vrouwe van de Besloten Tuin) im Dorf ist einer der nördlichsten Marienwallfahrtsorte Europas. Die Geschichte der Marienverehrung begann mit der Rückgabe der Dorfkirche an die Katholiken und der Gründung einer Einsiedelei. Die Kirche hat eine für die Niederlande außergewöhnlich südliche Atmosphäre und Ausstattung. Sie wird von vielen Pilgern besucht, besonders von Eltern, die um ihre Kinder besorgt sind.

## Wasser und Natur
Im Osten von Warfhuizen liegt das Gebiet „Kromme Rake“, die mit ihrem Verlauf ein Teil kleiner Wasserläufe ist, welches in Nord-Groningen als „Het Marengebied“ bekannt ist. Diese kleinen Wasserläufe sind bei Touristen sehr beliebt, weil sie die Möglichkeit für Bootstouren bieten.